# Hans-Ferdinand Geisler
Pour les articles homonymes, voir Geisler.
Hans-Ferdinand Geisler (19 avril 1891 - 25 juin 1966) est un General der Flieger allemand de la Luftwaffe pendant la Seconde Guerre mondiale.

## Biographie
Né à Hanovre en avril 1891, Geisler rejoint la marine allemande avant la Première Guerre mondiale et sert pendant tout le conflit. Il rejoint la nouvelle formation de la Luftwaffe en septembre 1933.
Promu au grade d'Oberst en mars 1934, il est Generalleutnant en avril 1939 et General der Flieger en juillet 1940. Il reçoit la Croix de chevalier de la Croix de fer le 4 mai 1940.
En tant que commandant du X. Fliegerkorps du 2 octobre 1939 à 31 août 1942, il utilise ses anciennes compétences de marin pour se spécialiser dans les opérations aériennes de lutte anti-navires.
Il met fin à sa carrière militaire en octobre 1942.
Il décède en juin 1966 à Freiburg im Breisgau.

## Promotions
- Fähnrich zur See : 12 avril 1910
- Leutnant zur See : 19 septembre 1912
- Oberleutnant zur See: 2 mai 1915
- Kapitänleutnant: 21 janvier 1920
- Korvettenkapitän : 1er janvier 1928
- Fregattenkapitän : 1er janvier 1933
- Oberst: 1er septembre 1934
- Generalmajor : 1er avril 1937
- Generalleutnant : 1er avril 1939
- General der Flieger : 18 juillet 1940

## Décorations
- Croix de fer (1914) 2e et 1re Classe
- Médaille de service de longue durée de la Wehrmacht 4e à 1re Classe
- Fermoir à la Croix de Fer (1939) 2e et 1re Classe
- Croix allemande en Or 20 octobre 1942[1]
- Croix de chevalier de la Croix de fer le 4 mai 1940 comme Generalleutnant et commandant du X. Fliegerkorps[1],[2].